# Voci su voci
Voci su voci è un brano musicale del gruppo musicale italiano Studio 3, pubblicato il 14 settembre 2007 come singolo estratto dall'album Lentamente.

## Tracce
- Voci su voci
- Lentamente (spanish version)